# Mollinedia ruschii
Especie endêmica de Santa Teresa, Espirito Santo, Brasil .
1. ↑  Lírio, Elton John de; Negrão, Raquel; Sano, Paulo Takeo; Peixoto, Ariane Luna (23 de março de 2021). «Mollinedia ruschii (Monimiaceae, Mollinedioideae), a new Critically Endangered species microendemic to the Atlantic rainforest, eastern Brazil». Plant Ecology and Evolution (em inglês) (1): 150–158. ISSN 2032-3921. doi:10.5091/plecevo.2021.1741. Consultado em 30 de março de 2021